# Oliebadkast

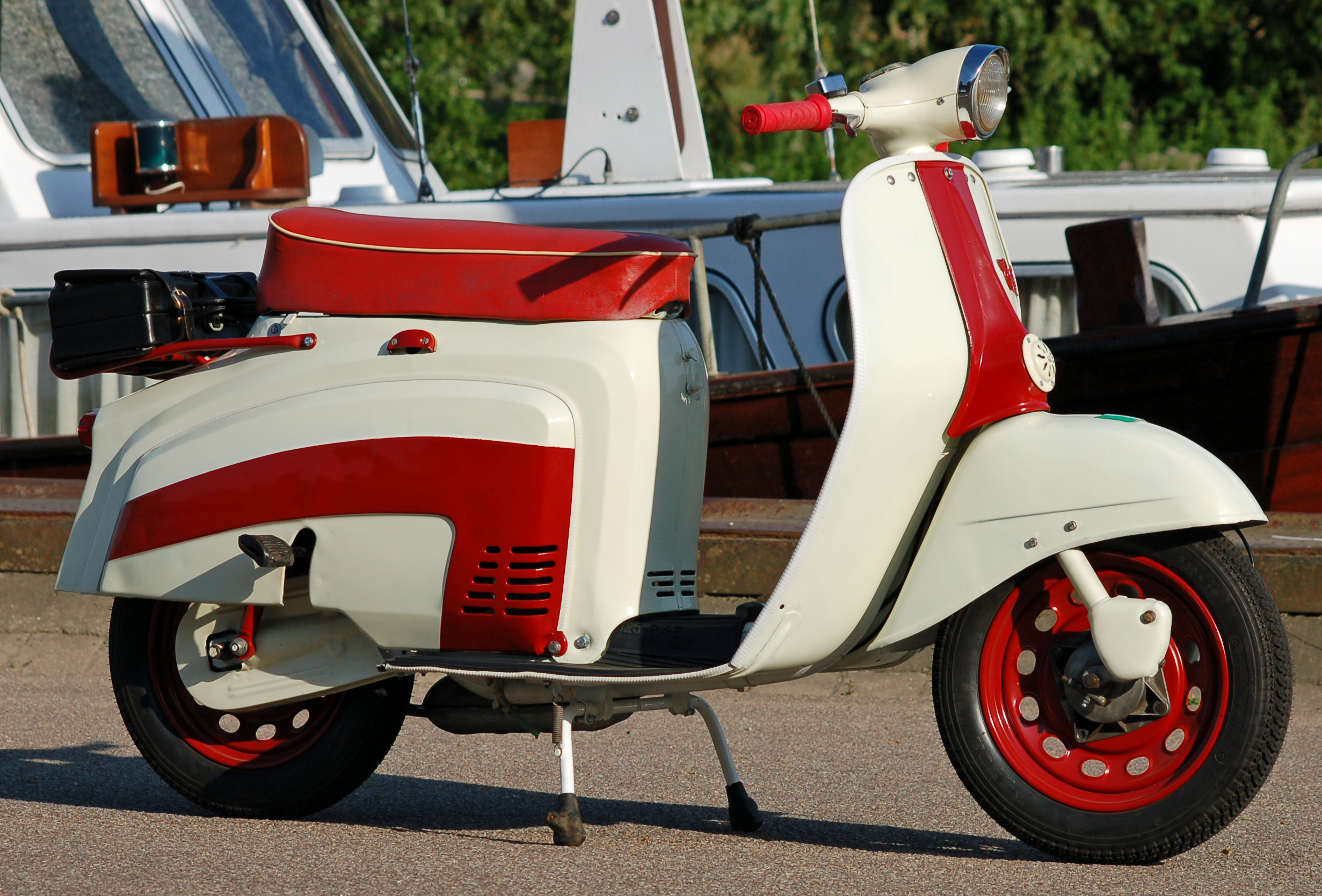
Garelli Capri 50 uit 1968 met oliebadkast

Een oliebadkast is een kettingkast van een brom- of motorfiets waarin een oliebad ligt waar de ketting doorheen loopt. 
Dit verlengt de levensduur van de ketting aanmerkelijk. Het werd toegepast op veel Oost-Europese motoren. In Nederland zijn oliebadkasten als accessoire leverbaar geweest. Met de komst van de O-ringenketting, die een veel langere levensduur heeft, zijn de oliebadkasten grotendeels verdwenen. Zie ook Vetkast.